# Emiliano Zapata (nordvästra Ocosingo kommun)
Emiliano Zapata är en ort i Mexiko.   Den ligger i kommunen Ocosingo och delstaten Chiapas, i den sydöstra delen av landet, 800 km öster om huvudstaden Mexico City. Emiliano Zapata ligger 722 meter över havet och antalet invånare är 277.
Terrängen runt Emiliano Zapata är varierad. Runt Emiliano Zapata är det glesbefolkat, med 16 invånare per kvadratkilometer. Närmaste större samhälle är San Antonio las Delicias, 6,9 km söder om Emiliano Zapata. I omgivningarna runt Emiliano Zapata växer i huvudsak städsegrön lövskog.